# Rückershausen (Bad Laasphe)
Rückershausen is een plaats in de Duitse gemeente Bad Laasphe, deelstaat Noordrijn-Westfalen, en telt 600 inwoners.